# Pseudocalamobius seriemaculatus
Pseudocalamobius seriemaculatus är en skalbaggsart som beskrevs av Stefan von Breuning 1940. Pseudocalamobius seriemaculatus ingår i släktet Pseudocalamobius och familjen långhorningar. Inga underarter finns listade i Catalogue of Life.